# كلورهيكسيدين
الكلورهيكسيدين (بالإنجليزية: Chlorhexidine)‏ هو مُضاد جرثومي ينتمي إلى زمرة مركب البيغوانيد يتميز بكبحه للالتهابات الجرثومية في الحفرة الفموية، ويتلف بأشعة الشمس. ويستخدم لتطهير الجلد [الإنجليزية] قبل الجراحة ولتعقيم الأدوات الجراحية كم ويستخدم لتطهير أيدي مقدمي الرعاية الصحية، ويستخدم لتنظيف الجروح، ومنع ترسبات الأسنان، وعلاج التهابات خميرة الفم، ولمنع انسداد القسطرة البولية، ويكون بشكل سوائل أو مسحوق.

## لمحة تاريخية
ظهر الكلورهيكسيدين للمرة الأولى في مختبرات بريطانيا عام 1940 وتم تسويقه عام 1954 كمطهر للجروح الجلدية، واستعمل لأول مرة كمضاد إنتان عام 1956 وكمطهر في العديد من المجالات الطبية مثل العينية والجلدية والبولية والوقاية الفموية السنية حيث استعمل للمرة الأولى في طب الأسنان كمضاد إنتان قبل الجراحة وفي تطهير الأدوات اللبية.

## الصفات
يتوافر الكلورهيكسيدين بثلاثة أشكال : دي غلوكونات، أسيتات، ملح هيدروكلورايد . تنحل الأسيتات في الماء بشكل كاف وتنحل الدي غلوكونات بنسبة أكبر حوالي 70 % في حين لا ينحل هيدروكلورايد كلوهيكسيدين إلا بشكل ضئيل جدا.

## الاستخدام
- تم البحث عن أثر الكلورهيكسيدين في كبح اللويحة للمرة الأولى عام 1962 لكن الدراسة الأولى التي سجلت آثاره كانت Loe and Schiott 1970 والتي أظهرت أن المضمضة لمدة 60 ثانية مرتين يومين ب 10 مل من CHX 0.2 % بغياب التفريش السني العادي يكبح تشكل اللويحة وتطور التهاب اللثة البدئي .
- سجلت دراسات سريرية أخرى امتدت لعدة أشهر تراجعا ً ملحوظا ً في تشكل اللويحة بنسبة 45 - 61 % وبشكل أكثر أهمية تراجعا ً ملحوظا ً في الالتهاب اللثوي بنسبة 27 - 67 % .
- يعتبر محلول الكلورهيكسيدين ذو النسبة 0.12 % متوفرا ً في الولايات المتحدة الأمريكية وهو العامل الأكثر فعالية في كبح تشكل اللويحة والتهاب اللثة . *يمتلك الكلورهيكسيدين سمية جهازية منخفضة جدا ً لدى الإنسان كما لم تتطور ضده أية مقاومة مكتسبة تستحق الذكر من قبل العوامل الممرضة داخل الفموية وهو لم يترافق بأية تغيرات ماسخة . إن التركيبة مزدوجة الكهرسلبية (مزدوجة الروابط السالبة) للـ CHX تقلل من امتصاصه عبر الجلد والغشاء المخاطي بما في ذلك مخاطية المعدة والأمعاء لذلك فإن التسمم الجهازي من جراء التطبيق الموضعي لم يُذكر فيما عدا حالات تحسسية نادرة جدا ظهرت على الحيوانات، لكنه كان مركبا ًجيد التحمل حتى عند الحيوانات وقد تم تطبيقه سلفا ًعلى الإنسان دون اختبارات سابقة.

## الفعالية المطهرة Antiseptic Activity
يمتلك الكلورهيكسيدين فعالية تجاه الجراثيم إيجابية الغرام وسلبية الغرام والخمائر والفطور، الجراثيم اللاهوئية والهوائية المخيرة وبعض الفيروسات مثل (HBV, HIV) ويمتلك الكلورهيكسيدين فعالية مبيدة للبكتيريا لكنه يتميز بعدم ظهور مقاومة بكتيرية تجاهه حتى بعد الاستعمال المتكرر والمديد إلا أن الاستعمال الطويل للـ CHX يؤدي لتبدل في تركيبة الفلورا الفموية لكن هذا التبدل يزول مباشرة بعد إيقاف الاستعمال . تمتد فعالية CHX حتى 12 ساعة مع بقاء آثار له حتى 24 ساعة ويعمل CHX في PH قريب للاعتدال لكنه يبقى فعالا ً حتى PH = 3.5 . قد يُضاف للـCHX مواد أخرى بهدف زيادة فعاليته كما يمكن أن يكون ضمن مستحضرات خالية أو حاوية على الكحول . آلية تأثير الكلورهيكسيدين Mechanism of Action إن الكلورهيكسيدين هو مضاد جرثومي فعال لكن هذه الصفة لا تفسر وحدها آلية كبحه للويحة الجرثومية. يرتبط الكلورهيكسيدين بقوة إلى غشاء الخلايا الجرثومية حتى بالتراكيز الضعيفة وهذا يؤدي إلى زيادة نفوذية الجرثوم بالإضافة إلى قفل المركبات الداخل خلوية بما فيها البوتاسيوم. أما التراكيز العالية من CHX فتؤدي إلى ترسب السيتوبلاسما الجرثومية وبالتالي موت الجرثوم . خلال شهر من الاستعمال يمتص CHX ضمن السطوح السنية وحتى ضمن بروتينات القشيرة السنية . بعكس بعض المواد الأُخرى فإن CHX يظهر فعلا ً متواصلا ً مضادا ً للجراثيم يمتد حتى 12 ساعة . تظهر الدراسات تحريرا ً ضعيفا ً للـCHX من السطوح التي امتصته ولذا فهي تقترح أن هذا يؤدي لتطاول وجود البيئة غير الملائمة للجراثيم. في العديد من الدراسات الحالية اقترح بأن كبح اللويحة يتم فقط بسبب امتصاص الكلورهيكسيدين ضمن السطوح السنية. يبدو أن كبح CHX للويحة يتأثر بمقدار جرعته وتركيزه Jenkins et al 1994 إلا أنه من الممكن الحصول على نفس تأثير التركيز العالي باستعمال ضعف الكمية من سائل المضمضة ومن الضروري الأخذ بالاعتبار أننا لا نصل إلى تأثير كابح للويحة يستحق الذكر باستعمال تركيز mg 2-1 فقط من CHX مرتين يوميا ً، كما أنه بالنظر إلى آلية تأثير CHX فإن استعمال بخاخ من CHX موضعيا على سطوح الأسنان يمكن أن يُعطي تأثيرا ً فعالا ً بكمية أقل من السائل .

## أشكال الكلورهيكسيدين التجارية
تم تسويق الكلورهيكسيدين بأشكال تجارية عديدة.
- المضامض Mouthrinses : محلول مائي / كحولي لـ 0.2 % من الكلورهيكسيدين وهو أول منتج ظهر في أوروبا وتوفر كمضامض فموية يستعمل مرتين يوميا.
- كما أن محلول بـ 0.2 % أصبح متوفرا ًأيضا ً لكن الأسئلة ظلت مطروحة حول فعاليته في بعض المناطق. فيما بعد ظهر في الولايات المتحدة الأمريكية شكل تجاري يحتوي على مضامض 0.12 %. لكن للحصول على التأثير المطلوب كانت جرعة المضمضة تساوي 15 ml . كشفت الدراسات أن تأثيره مساوي لتأثير التركيز 0.2 % عند استعماله بالجرعة المطلوبة .
- الجل أو الهلام Gel: 1% كلورهيكسيدين جل كان الشكل التجاري الثاني المتوفر لل CHX ويمكن استعماله بالتفريش أو بوضع طبقة منه على الأسنان . إن توزيع الجل في أنحاء الفم يبدو ضعيفا ً ولا بد للمستحضر من ملامسة كل السطوح السنية حتى يكون فعالا ً حاليا ً يوجد جل بتركيز 0.2 % و0.22 %
- البخاخ Sprays: يتوافر بخاخ CHX في بعض البلدان الأوروبية وأظهرت الدراسات على بخاخ الكلورهيكسيدين 0.2 % أن جرعة ضئيلةً منه تتراوح حوالي 2–1 mg تصل لجميع السطوح السنية وتؤدي لكبح لويحة مشابه لتأثير المضامض 0.2 % . يبدو البخاخ مناسبا ً للاستعمال لدى الأشخاص المعاقين عقليا ً وجسديا ً ويظهر قبولا ً جيدا ً عندهم
- معاجين الأسنان Toothpastes : من الصعب تشكيل الكلورهيكسيدين كمعجون أسنان بسبب عدم التأكد من ملامسته لكامل السطوح السنية. بالرغم من أن الدراسات السريرية أظهرت بأن هذا الشكل فعال جدا ً وحاليا ً يوجد العديد من المعاجين الحاوية على CHX والتي أظهرت إثباتات على فعاليتها Sang et al 1994 . 5- *الفرنيش Varnishes : يستعمل فرنيش الكلورهيكسيدين بشكل رئيسي للواقية من نخور الجذور والأعناق بدلا ً من تطبيقه على كامل الفم.

إن جميع الأشكال السابقة فعالة إذا ما تم استعمالها بالطريقة الصحيحة وتبدي تأثيرا ً متشابها ً أيضا ً للسطوح السنية، إلا أن تغيرات الذوق وتقرحات المخاطية الفموية لم تذكر مع استعمال البخاخ والجل ومعجون الأسنان .

## الاستعمالات السريرية
بالرغم من التأثير الممتاز المضاد للويحة الكلورهيكسيدين فإن الانتشار الواسع والاستعمال الطويل له قد تحدد كثيرا ً بسبب آثاره الجانبية، وبسبب طبيعته الأيونية وقلة نفوذه، وتزداد قيمته عند استعماله للوقاية حيث أظهرت عدة دراسات أهمية استعماله الوقائي في الحالات التالية :
- كعامل مساعد على العناية بالصحة الفموية لدى المرضى كإجراء تحضيري للجراحة.
- التطبيق بعد الجراحة بما فيها الجراحة حول السنية وتسوية الجذور. يمكن تطبيق CHX بعد الجراحة طالما أنه يتميز بخفض الحمولة الجرثومية في الحفرة الفموية والوقاية من تشكل اللويحة في الوقت الذي يكون فيه التنظيف الميكانيكي صعبا ًأو غير مريح.
- استبدلت الضمادات اللثوية بشكل واسع بالمضامض حول السنية في الجراحات حول السنية. طالما تحسن الشفاء وتم تناقص الإحساس غير المريح، لكن CHX هنا يجب أن يُستعمل مباشرةً بعد العمل الجراحي ولمدة من الزمن إلى أن يستطيع المريض القيام بعناية فموية وحول سنية طبيعية؛ تبعاً لجدول المواعيد يمكن أن يُستعمل CHX خلال فترة المعالجة ولمدة عدة أسابيع بعد انتهاء خطة المعالجة .

إذا تم استعمال الضماد فإن فعالية CHX تتناقص في مكان العمل الجراحي بما أنها لا تندخل جيدا ً تحت الضماد.
- إن المضامض الفموية الحاوية على عوامل مضادة للجراثيم مثل CHX لا تمنع تشكل اللويحة الجرثومية تحت الضماد اللثوي، لذا لا يمكن استعمالها كامل مساعد على الشفاء في حالات تطبيق الضماد. من جهة أخرى، أظهرت النتائج من الدراسات والاختبارات السريرية أن تطبيق الضماد اللثوي ليس ضروريا ً أو حتى غير منصوح به بعد إجراءات الشرائح اللثوية ويمكن بشكل مفيد استبدالها بمضامض CHX فقط Sany et al 1999 . 3-
- مرضى تثبيت الفك: إن العناية الفموية صعبة جزئيا ً عندما يكون الفك مثبتا ً بالمثبتات المختلفة وقد تبين بأن CHX أظهر انخفاضا ً كبيرا ً في الحمولة الجرثومية التي تميل للزيادة عند تثبيت الفكين.
- العناية الفموية وصحة اللثة عند المعاقين عقليا ً وجسديا: وُجِدَ بأن CHX ذو استعمال مفيد لدى المُعاقين عقليا ً وجسديا ً حيث حسن الصحة الفموية واللثوية لديهم، وخصوصا ً عند استعمال البخاخ 0.2 % والذي كان حسن القبول.
- حل أو تسوية طبية للمرضى المعرضين إلى الإنتانات الفموية: إن عددا ً في الحالات الطبية والتي تتضمن نقل نقي العظام أو المعالجات الشعاعية، وأمراض الدم مثل اللوكيميا، HIV. تحتاج إلى عناية شخصية خاصة. نظرا ً لتعريض أصحابها للالتهابات الحادة والمزمنة والإنتانات الفطرية وتشكل مضامض CHX جزءا ً من المعالجة في التهاب اللثة التموتي التقرحي لدى مرضى الإيدز، والذين لا تُجدي معهم المعالجة الميكانيكية الموضعية نفعا ً ولا تُبدي أي تحسن أما في باقي الأمراض فهو يشكل عاملاً مساعدا ً في المعالجة الوقائية بالإضافة إلى مضادات الالتهاب المستعملة جهازيا ً.
- المرضى المعرضين للنخر : يستطيع جل ومضامض CHX أن تخفف بشكل معتبر في عدد جراثيم Strreptococus mutanus لدى الأشخاص المعرضين للنخور بشكل كبير كما تبين أن CHX يتآزر مع الفلورايد بحيث أن الخلط بين CHX والفلورايد في مركب واحد يظهر فوائد عظيمة لدى هؤلاء المرضى .
- القرحات الفموية المتكررة : أظهرت عدة دراسات أن جل ومضامض CHX تقلل من تكرار ومدة وشدة التقرحات الفموية القلاعية المتكررة وإن آلية تأثير CHX هنا غير واضحة لكنها قد تُعزى إلى تناقص تلوث القرحات بالبكتيريا الفموية. تتراوح الجرعات بين 3 مرات استعمال يومية للـ CHX لعدة أسابيع، ومن المُثير للاهتمام أيضاً هنا أن التريكلوسان يقلل من تكرار الآفات القلاعية الوحيدة Skocre et al 1996 .
- مرضى الأجهزة التقويمية الثابتة والمتحركة: إن السيطرة على اللويحة في المراحل الباكرة من تطبيق الأجهزة التقويمية قد يكون صعبا ً ومعقدا ً.لذا يمكن وصف CHX في فترة 4 - 8 أسابيع الأولى من التطبيق بالإضافة إلى أن CHX يستطيع تخفيف عدد وشدة ووذمة القرحات الناشئة خلال 4 أشهر الأولى من تطبيق الأجهزة التقويمية الثابتة.
- في معالجة التهاب الفم تحت الأجهزة التعويضية: ذُكر CHX في معالجة الآفات الفطرية المسببة لالتهاب الفم، إن تطبيق الجل على السطح الموؤوف وعلى سطح الجهاز المقابل ذو تأثير بطيء وغير كامل في كثيرٍ من الحالات، وهو ذو فائدة أكبر عند استعماله مع مضادات الفطور النوعية لعلاج والتهاب الفم الفطري تحت التعويضات مثل الأمفوتريسين B وبعدها تطبيق CHX كعامل وقائي. إن الجهاز التعويضي بحد ذاته يمكن أن يطهر بنقعه بمحلول CHX.
- التطبيق قبل الفتح الجراحي : إن هذا الاستعمال يمكن أن يتمَ مُباشرةً قبل الإجراء الجراحي أو قبل بدء استعمال أجهزة التلقيح فوق الصوتية أو الأجهزة عالية السرعة. إن استعمال تقنية كهذه يمكن أن تقلل بشكل كبير من الاختلاطات الإنتانية في المنطقة المعالجة Worrd et al 1987 .
- تأثير على رائحة الفم الصباحية : تُعتبر رائحة الفم مشكلة اجتماعية وفيزيولوجية رئيسية حيث تقود في الدول الصناعية إلى الكثير من النفقات. عرف للرائحة الفموية أسباب عديدة داخل وخارج فموية (التهاب اللثة – التهاب النسج حول السنية – الالتهابات الأنفية والجيوب – السكري – اعتلالات الكبد – تليف الكبد الأولي – القصور الكلوي – السرطانات الرئوية..) تُعطي المضامض المضادة للجراثيم فائدة كبيرة في المعالجة والوقاية من الرائحة الفموية.

## التأثيرات الجانبية
إن التأثير الأكثر شيوعا ً هو التصبغات المائلة للبني على الأسنان وحشوات الكومبوزيت والمخاطية وزغابات اللسان ويعتقد Moran and Addy 1995 أن السبب في هذه التصبغات هو:
- تحلل جزيئات الكلورهيكسيدين لتطلق باراكلورانيلين .
- تفاعل مايلارد Maillard Reaction .
- تمسيخ البروتينات لتشكيل سلفات المعادن .
- ترسيب الأيونات السالبة وترسب شوارد الأصبغة الطعامية السالبة . مع هذا فإن نظرية تحلل CHX ما زالت مجرد احتمال فقط فهي لا تُفسِّرُ كيف يمكن لأملاح القصدير والحديد والنحاس الموجودة في بعض المطهرات أن تؤدي لتصبغات سنية . كما أن تمسيخ البروتنيات موجود الـ CHX ما يزال احتمالا ً نظريا ً فقط ولا توجد أدلة مباشرة تدعم هذا المفهوم.

أما بالنسبة لترسب الأصبغة الطعامية بوجود الشوارد السالبة على سطح السن فهو مدعوم بعدة دراسات سريرية Addy and Moran 1995 . إن التصبغ الذي يُحدثه CHX كتأثير جانبي يحد من استعمال CHX لفترات زمنية طويلة وهو يحدث عند استعمال أي شكل تجاري من أشكال CHX وفي الواقع إن درجة التصبغات قد تنبئنا عن مقدار مطاوعة المريض للمعالجة.
التأثير الجانبي الثاني هو الطعم اللاذع للكلورهيكسيدين والذي من الصعب إخفاؤه بالإضافة لحالات عديدة من تشوش حسن الذوق، حيث يبدو أن حسن الذوق يتأثر خصوصاً بالطعم المالح، بحيث يجعل طعم الأكل رقيقاً غالباً . نادرا ً ما يُسبب CHX تآكل الغشاء المخاطي الفموي، ويبدو أن لهذا علاقة بالاستعداد للتحسس الذاتي في خلايا البشرة عند بعض الناس. إن التأثيرات الجانبية لـCHX لها علاقة كبيرة بالتركيز ويمكن السيطرة عليها عادة ً بتمديد المحلول ولكي نُحافظ على التأثير العلاجي المطلوب يجب أن يزداد حجم السائل الذي تتم المضمضة فيها. تطبيق جل CHX موضعيا ً على المخاطية من شأنه أيضاً أن يحد من التأثيرات الجانبية.
وأخيرا ً.. قد يحدث وبشكل نادر جدا ً انتباج أحادي أو ثنائي الجانب في الغدة النكفية بشكل تالي لاستعمال CHX ويتم إزالة هذا التوذم بإيقاف المستحضر.